# Манос Піроволакіс
Манос Піроволакіс (грец. Μάνος Πυροβολάκης) — сучасний  грецький композитор, один з найкращих виконавців на критської лірі, його композиції поєднують в собі поп-рок-музику з традиційними мелодіями Криту.

## Біографія
Манос Піроволакіс народився в Афінах в 1970 році, його батьки родом з Криту. У віці 13 років він починає вчитися грати на критській лірі під керівництвом професора Йоргоса Візіріанакіса. У 18 років, під час навчання в політехнічному університеті, він робить свої перші виступи, беручи участь у традиційних музичних шоу на національному телебаченні. З 1992 року він бере участь у різних фестивалях традиційної критської музики. У 1994 році він брав участь у Міжнародному фестивалі  фольклорної музики в Японії, де представляв музичні традиції Криту. У 1995 і 1996 він виступає з серією живих концертів у Торонто. У 1998 році він випускає разом з гуртом Kinoumena Shedia однойменний перший альбом, який являє собою суміш  поп-музики, року та народної музики, шляхом об'єднання  електрогітари з крітської лірою. Велика частина пісень альбому стали хітами. Влітку він гастролює з гуртом за межами Греції. У 2000 році він випускає свій другий альбом "To Hamogelo sou". У 2004 році Піроволакіс бере участь у церемонії закриття Олімпійських ігор, він супроводжував грою на критській лірі виступ Елефтерії Арванітакі. У 2010 році бере участь в грецькому відборі для 55-й конкурсу пісні Євробачення в Осло з піснею «Κιβωτός του Νώε» (Noah's Ark), яку він сам і написав . У фіналі національного відбору зайняв 2 місце, поступившись Йоргосу Алкеосу (пісня «Opa») за підсумками глядацького голосування , . 13 липня 2012 року виступає з концертом на фестивалі Sommerfestival (найбільший фестиваль світової музики в Європі) в Штутгарті . Манос Піроволакіс співпрацює з Йоргосом Даларасом, Нікосом Портокалоглу, Папарізу, Василісом Папаконстантину, Меліною Асланіду. Великим успіхом Піроволакіса стала написана ним у співпраці з Яннісом Стігасом пісня «Mpori Na Vgo» , яку він виконав у дуеті з Антонісом Ремосом.

## Дискографія
Всі альбоми Піроволакіса створені ним у співпраці з  Яннісом Стігасом.

### Kinoumena Shedia
- 1998 — Kinoumena Shedia
- 2000 — To Hamogelo sou

### Студійні альбоми
- 2004 —  Ola gia ola
- 2005 — I allagi tou hronou
- 2006 — Re Master 98-01
- 2007 — Ston erota den iparhi nikitis
- 2009 — Sinialo
- 2009 — Esu pou Agapousa toso
- 2010 — Noa's Arc
- 2013 — Bori na vgo (сингл)

### Саундтреки
- 2008 — An i agapi (к/ф «To gamilio party»)